# Östra Broby distrikt
Östra Broby distrikt är ett distrikt i Östra Göinge kommun och Skåne län. 
Distriktet ligger i och omkring Broby.

## Tidigare administrativ tillhörighet
Distriktet inrättades 2016 och utgörs av socknen Östra Broby i Östra Göinge kommun.
Området motsvarar den omfattning Östra Broby församling hade 1999/2000.